# Britain's Road to Socialism
Britain's Road to Socialism (em português: O Caminho para o Socialismo da Grã-Bretanha) é o programa do Partido Comunista da Grã-Bretanha e é seguido pela Liga Jovem Comunista e pelos editores do jornal Morning Star.
Ele propõe que o socialismo pode ser alcançado na Grã-Bretanha com a classe trabalhadora liderando várias forças políticas em uma aliança democrática popular contra o capital monopolista e implementando um programa de esquerda de construção socialista. Parte dessa estratégia envolve conquistar o movimento trabalhista com uma posição de esquerda, por meio da luta nas organizações democráticas existentes da classe trabalhadora, como sindicatos, conselhos de sindicatos e associações de inquilinos."

## História
A publicação dos programas do Partido Comunista na Grã-Bretanha começou na década de 1920 com o lançamento de "Classe contra Classe", o Programa das Eleições Gerais do Partido Comunista da Grã-Bretanha. Este foi publicado em 1929 pelo Partido Comunista da Grã-Bretanha (CPGB), precursor do Partido Comunista da Grã-Bretanha, para as eleições gerais daquele ano, nas quais o partido apresentou 25 candidatos. O programa subsequente, intitulado "Pela Grã-Bretanha Soviética", foi publicado para o 13º Congresso do partido em 1935. Um programa preliminar sem nome foi emitido em 1939, mas a Segunda Guerra Mundial e seus efeitos atrasaram a publicação de um programa atualizado até a década de 1950.
"Pela Grã-Bretanha Soviética" foi finalmente substituído em fevereiro de 1951, quando "O Caminho Britânico para o Socialismo" foi publicado, a encarnação original do atual "O Caminho para o Socialismo da Grã-Bretanha". A primeira edição do documento recebeu a aprovação pessoal de Josef Stalin antes da publicação. "O Caminho Britânico" se baseou em temas já presentes no programa eleitoral de 1949 do Partido Comunista, "O Caminho Socialista para a Grã-Bretanha", e o comentário de Stalin não sugeriu uma divergência significativa da política existente. Sob seu nome original, passou por revisões em 1952, 1958, 1968 e 1977.
Quando a liderança do CPGB abandonou "O Caminho Britânico para o Socialismo" em 1985, elementos no partido que permaneceram leais ao programa, incluindo a então diretoria editorial do "Morning Star", se separaram para formar o Partido Comunista da Grã-Bretanha em 1988. O partido reestabelecido publicou a 6ª edição do programa em 1989, com uma revisão em 1992 para levar em consideração o início da restauração capitalista no Leste Europeu. Três edições subsequentes foram produzidas com mais revisões e uma mudança de título para "O Caminho para o Socialismo da Grã-Bretanha". A 7ª edição foi publicada em 2001, a 8ª em 2011 e a 9ª em 2020.